# Abzelilovskij rajon
L'Abzelilovskij rajon (in russo Абзелиловский район?) è un municipal'nyj rajon della Repubblica della Baschiria, nella Russia europea.

## Amministrazione
Il rajon è diviso in quindici località rurali.